# 레게톤
레게톤(Reggaetón)은 최신 라틴음악의 한 형태이다. 2004년 주류로 떠오른 이후, 레게톤은 북아메리카·유럽·아시아로 퍼져 나가 전 세계적으로 큰 인기를 끌고 있다.
레게톤의 전신은 파나마에서 시작된 스페인어로 부르는 레게(Reggae en español)라는 새로운 음악 장르이다. 푸에르토리코에서도 스페인어로 부르는 레게가 상업적으로 포장되고 점차 알려지면서, 스페인어로 부르는 레게는 레게톤으로 발전했다. 90년대 중반부터 레게톤은 미국의 라티노와 라틴아메리카인들에게 널리 퍼졌다.
레게톤은 일렉트로니카·힙합·알앤비·살사·바차타·라틴 팝 등 카리브해, 라틴아메리카, 미국의 여러 음악 장르와 자메이카의 레게를 혼합한다. 또한 레게톤은 스페인어로 된 노래와 랩을 포함한다.
레게톤은 힙합과 유사한 점이 많지만, 힙합과 차별화되는 독특한 비트와 리듬을 가지고 있다. 레게톤에서 보이는 이러한 리듬을 뎀 보우(Dem Bow)라고 부른다. 레게톤의 가사는 힙합에 가깝다. 힙합의 가사보다 여성편력과 폭력을 덜 다룰지라도, 레게톤 역시 논쟁을 불러일으킨다. 페레오(Perreo)와 같은 선정적인 춤 역시 논란거리이다.

## 음악적 특성

### 뎀 보우
뎀 보우 리듬은 샤바 랭크스의 노래 "Dem Bow"에서 처음 주목 받기 시작했다. 뎀 보우의 드럼이나 퍼커션의 패턴은 드럼 머신을 통해 만들어진다. 레게톤에서 뎀 보우의 역할은 기본적인 퍼커션의 패턴이 되는 것이다. 레게톤에서 사용되는 뎀 보우 리듬은 뱀뱀 리듬, 포코 리듬, 피버 피치 리듬, 빅-업 리듬과 같은 다른 리듬을 혼합한다. 여러 다른 리듬이 섞여 레게톤의 뎀 보우 리듬을 만들어내기도 한다.
레게톤이 계속 발전함에 따라, 뎀 보우 리듬 또한 발달하고 있다. 새로운 레게톤 히트 음악은 더 가볍고 전자음악화되는 경우가 많다. 예를 들자면 "Permitame"과 "Pa' Que la Pases Bien"과 같은 노래를 들 수 있다.

### 가사와 주제
레게톤의 가사는 힙합과 유사하다. 힙합과 같이, 상당수 레게톤 아티스트는 멜로디가 있는 노래를 부르기 보다 랩을 읆조리며, 레게톤 노래는 반복되는 후렴구를 가지고 있다. 하지만 힙합과 달리, 레게톤에서는 노래도 랩퍼뿐만 아니라 가수도 중요하고, 노래와 랩을 섞는다.
레게톤 곡 대부분은 남자 아티스트에 의해 작곡이 된다. Ivy Queen, Mey Vidal, Adassa, La Sista and Glory와 같은 유명한 가수를 포함해서, 여성 아티스트가 작곡하는 레게톤 음악도 늘어나고 있다.
레게톤의 가사 주제는 다양하다. 보통 레게톤의 가사 주제는 섹스, 춤, 사랑, 파티, 개인적인 경험, 인생 문제이다. 레게톤 노래의 가사는 은유적인 경우가 많다. 예를 들어, 노래 Gasolina는 성적인 의미를 담고 있기도 해서 몇몇 사람들은 부적절하다고 비판하기도 한다. 몇몇 노래는 여성편력적인 가사로 논란이 되기도 한다.

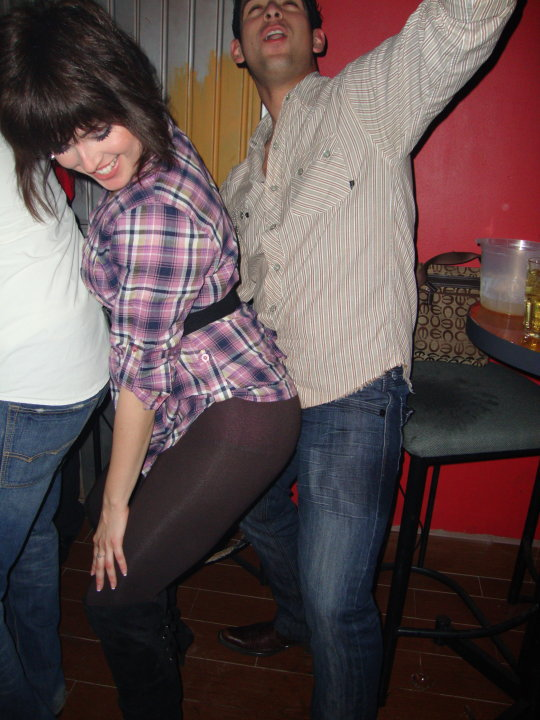
페레오의 예

### 페레오
페레오는 레게톤 음악과 연관이 있는 푸에르토 리코의 춤이다. 주로 여성의 등 뒤에서 남자가 문지르는 형태를 보인다. 페레오라는 단어는 Perro에서 유래됐으며, '개의 형태'라는 뜻이다. 페레오의 선정성에 대한 비판이 있으며 푸에르토리코에서 이에 대한 논란이 있었다.